# Neckeraceae
Neckeraceae, porodica pravih mahovina u redu Hypnales. Postoji četzrdesetak rodova.

## Rodovi
1. Alleniella S. Olsson, Enroth & D. Quandt
2. Austrothamnium Enroth
3. Baldwiniella Broth.
4. Bissetia Broth. ex M. Fleisch.
5. Bryobuckia Enroth
6. Bryolawtonia D.H. Norris & Enroth
7. Circulifolium S. Olsson, Enroth & D. Quandt
8. Crassiphyllum Ochyra
9. Curvicladium Enroth
10. Dannorrisia Enroth
11. Dendro-leskea Hampe
12. Distichia (Brid.) Rchb.
13. Echinodiopsis S. Olsson, Enroth & D. Quandt
14. Enrothia Ignatov & Fedosov
15. Exsertotheca S. Olsson, Enroth & D. Quandt
16. Handeliobryum Broth.
17. Himantocladium (Mitt.) M. Fleisch.
18. Homalia Brid.
19. Homaliadelphus Dixon & P. de la Varde
20. Homaliodendron M. Fleisch.
21. Hydrocryphaea Dixon
22. Isodrepanium (Mitt.) E. Britton
23. Limbella (Müll. Hal.) Renauld & Cardot
24. Lomoporotrichum Müll. Hal.
25. Metaneckera Steere
26. Neckera Hedw.
27. Neckeradelphus Laz.
28. Neckerites Ignatov & Perkovsky
29. Neckeromnion S. Olsson, Enroth, Huttunen & D. Quandt
30. Neckeropsis Reichardt
31. Neomacounia Ireland
32. Noguchiodendron Ninh & Pócs
33. Omalia (Brid.) Schimp.
34. Pendulothecium Enroth & S. He
35. Pengchengwua S. Olsson, Enroth, Huttunen & D. Quandt
36. Pinnatella M. Fleisch.
37. Planicladium S. Olsson, Enroth, Huttunen & D. Quandt
38. Porothamnium M. Fleisch.
39. Porotrichum (Brid.) Hampe
40. Pseudanomodon (Limpr.) Ignatov & Fedosov
41. Pseudoparaphysanthus (Broth.) S. Olsson, Enroth, Huttunen & D. Quandt
42. Shevockia Enroth & M.C. Ji
43. Thamnobryum Nieuwl.
44. Thamnomalia S. Olsson, Enroth & D. Quandt
45. Touwia Ochyra